# A. J. Timothy Jull
A. J. Timothy Jull (Leeds, 18 dicembre 1951) è un docente statunitense, esperto di datazione al radiocarbonio presso l'Università dell'Arizona..

## Biografia
Nel 1976 si laureò all'Università di Bristol con un dottorato di ricerca in geochimica, svolgendo un lavoro post-dottorato a Cambridge e al Max Planck Institute. Nel '97 vinse il Kirk Bryan Award della Società Geologica Americana per i suoi contributi agli studi geologici del Parco Nazionale di Yellowstone.
Da allora è stato nominato ricercatore senior e professore presso il Dipartimento di Geoscienze dell'Università dell'Arizona.
Caporedattore delle riviste Meteoritics & Planetary Science e Radiocarbon: An International Journal of Cosmogenic Isotope Research, le sue ricerche abbracciano una varietà di discipline che spaziano dalla datazione al radiocarbonio della Sindone di Torino e dei manoscritti del Mar Morto alla ricerca di segni di vita nei meteoriti marziani.

## Pubblicazioni selezionate
1. Jull, A.J. Timothy, Donahue, Douglas J., Broshi, Magen, Tov, Emmanuel. 1995. "Radiocarbon Dating of Scrolls and Linen Fragments from the Judean Desert." Radiocarbon 37 (1): 11–19.
2. Damon, P. E.; D. J. Donahue, B. H. Gore, A. L. Hatheway, A. J. T. Jull, T. W. Linick, P. J. Sercel, L. J. Toolin, C. R. Bronk, E. T. Hall, R. E. M. Hedges, R. Housley, I. A. Law, C. Perry, G. Bonani, S. Trumbore, W. Woelfli, J. C. Ambers, S. G. E. Bowman, M. N. Leese, M. S. Tite (1989-02). "Radiocarbon dating of the Shroud of Turin". Nature 337
3. R.A. Freer-Waters, A.J.T. Jull, Investigating a Dated piece of the Shroud of Turin, Radiocarbon, 52, 2010, pp. 1521–1527.
4. Burney, David A.; Burney, Lida Pigott; Godfrey, Laurie R.; Jungers, William L.; Goodman, Steven M.; Wright, Henry T.; Jull, A. J. Timothy (2004). "A chronology for late prehistoric Madagascar". Journal of Human Evolution 47 (1-2): 25–63. doi:10.1016/j.jhevol.2004.05.005. PMID 15288523.
5. Al-Bashaireh, Khaled, Abdulla al-Shorman, J.C. Rose, A.J. Timothy Jull, Gregory Hodgins 2010 Paleodiet reconstruction of human remains from the archaeological site of Natfieh, northern Jordan. Radiocarbon 52 (2-3):645-652.
6. Al-Bashaireh, Khaled, Abdulla al-Shorman, J.C. Rose, and A.J. Timothy Jull 2011 Chronological reconstruction of Natfieh tombs, northern Jordan.  Palestine Exploration Quarterly 143 (1): 1-14.
7. Grant A. Meyer, Stephen G. Wells, A.J. Timothy Jull, Fire and alluvial chronology in Yellowstone National Park: climatic and intrinsic controls on Holocene geomorphic process: Geological Society of America Bulletin, v. 107, p. 1211-1230, 1995.